# بـ100 راجل (مسلسل)
بـ١٠٠ راجل هو مسلسل مصري يعرض في رمضان 2024، في إطار درامي اجتماعي، تدور الأحداث حول (غالية أبو الدهب) التي تواجه المصاعب والمتاعب في حياتها فهي امرأة من منطقة شعبية اضطرتها الظروف للعمل سائقة ميركروباص بعد وفاة زوجها.

## قصة المسلسل
تدور أحداث مسلسل "بـ١٠٠ راجل" حول غالية أبو الدهب (سمية الخشاب)، التي تعمل كسائقة ميكروباص وتواجه التحديات في مجتمع ذكوري، لتجد حياتها تتبدل فجأة بسبب حادثة قتل. وتتناول القصة قضايا مثل التجارة بالأسلحة والمخدرات، وتتعرض غالية إلى الدخول للسجن بعد مرورها بسلسلة من الأزمات.

## طاقم التمثيل
- سمية الخشاب
- صلاح عبد الله
- محمود عبد المغني
- نانسي صلاح
- سماء إبراهيم
- محمد القس
- أحمد صيام
- هالة فاخر
- محمد رضوان
- محمد عبد العظيم
- منذر مهران
- إبراهيم السمان
- مصطفي منصور
- إيمان يوسف

## فريق العمل
- إنتاج: شركة أم جي آر ، ممدوح شاهين
- تأليف: محمود حمدان
- إخراج: إبرام نشأت

## روابط خارجية
- بـ١٠٠ راجل (مسلسل) على موقع قاعدة بيانات الأفلام العربية